# القصيبة
القصيبة إحدى مدن الجمهورية التونسية، تقع في ولاية سوسة. تبعد 2 كم عن مدينة سوسة.

## موقع المدينة
تقع مدينة قصيبة سوسة بين مدينتي زاوية سوسة والثريات وتحيط بها غابات زياتين يمر عليها وادي حمدون ينطلق من مدينة مساكن وينتهي عند منطقة سيدي عبد الحميد ثم يصب بالبحر الأبيض المتوسط